# Forkhead box P2
FOXP2 (abbreviazione di forkhead box P2) è un gene implicato nello sviluppo delle abilità linguistiche.
FOXP2 è membro della grande famiglia di fattori di trascrizione chiamati proteine FOX. 
L'informazione derivante da mutazioni note nell'uomo e nel topo suggerisce che FOXP2 regoli geni coinvolti nello sviluppo di tessuti come il cervello, il fegato e il tratto gastro-intestinale, tuttavia non sono esattamente noti quali siano i geni regolati da FOXP2.

## Storia
La ricerca del gene cominciò inizialmente come risultato delle indagini nella famiglia KE (o K): alcuni membri di questa famiglia hanno presentato affezioni ereditarie nell'espressione e nel linguaggio e gli individui in vita risalgono a tre generazioni. Un approfondimento dello studio della famiglia ha dimostrato l'eredità autosomica dominante della malattia.
Fu quindi eseguito un esame del genoma dei membri affetti e di alcuni dei familiari non affetti. Questo esame iniziale limitò le regioni coinvolte ad una sequenza interna al cromosoma 7, che l'équipe chiamò "SPCH1". La decodificazione della sequenza di questa regione fu compiuta con l'aiuto di cloni di cromosoma artificiale batterico.
A questo punto, fu localizzato un altro individuo con una patologia simile, ma non imparentato con la famiglia. La mappatura del suo genoma condusse alla scoperta che vi era una rottura nel cromosoma 7. Ulteriori indagini hanno evidenziato una mutazione puntiforme in questo cromosoma.
Dopo aver ricostruito ed analizzato la sequenza, attualmente è identificata col nome di gene FOXP2.

## Caratteristiche evolutive
La sequenza della proteina FOXP2 è altamente conservata. Proteine simili alla FOXP2 si possono trovare negli uccelli (ad esempio negli oscini), pesci, e rettili come l'alligatore.
A parte il tratto poliglutamminico, codificato da una sequenza ripetuta di estensione assai variabile nei vari taxa e generi, il FOXP2 umano differisce da quello dello scimpanzé per soli due amminoacidi, per tre amminoacidi da quello del topo, per sette amminoacidi dal diamante mandarino.
Sebbene alcuni autori abbiano supposto che differenze di due amminoacidi tra uomo e scimpanzé possano aver condotto alla evoluzione del linguaggio negli uomini, le mutazioni si trovano in un esone dalla funzione sconosciuta. Una delle due mutazioni è inoltre diffusa nell'ordine dei carnivori, senza che sia associato all'apprendimento di vocalizzi. 
Gli oscini, che sono in grado di emettere vocalizzi appresi, non mostrano peraltro lo stesso pattern di mutazioni dell'uomo in quell'esone: ciò suggerisce che cambiamenti nella sequenza proteica di FOXP2 non determinano la evoluzione dell'apprendimento di vocalizzi negli uomini come nei passeri. Dunque, anche se FOXP2 è necessario per parlare, potrebbe non essere stato sempre coinvolto nella evoluzione del linguaggio.

## Funzione
FOXP2 è necessario al corretto sviluppo dell'encefalo e del polmone. 
Topi knockout con una sola copia di FOXP2 presentano capacità di vocalizzazione significativamente ridotte da cuccioli.
Topi knockout privi di copie funzionali di FOXP2 presentano dimensioni ridotte, anormalità in regioni cerebrali come le cellule di Purkinje ed insufficiente sviluppo polmonare che porta a morte dopo 21 giorni dalla nascita.
Studi preliminari su diamante mandarino (Taeniopygia guttata) hanno inoltre suggerito che FOXP2 possa regolare i geni coinvolti nella neuroplasticità: i livelli di FOXP2 nel cervello aumentano significativamente quando i maschi sono in fase di apprendimento o di esercizio, ma non quando eseguono il canto davanti alle femmine.

## Patologie molecolari
Alcuni casi di disprassia verbale dello sviluppo nell'uomo sono risultati collegati con mutazioni nel gene FOXP2.
Questi individui hanno piccole disabilità anche non cognitive ma sono incapaci di produrre i movimenti coordinati necessari per parlare. L'analisi della MRI funzionale di questi individui con difficoltà nella parola e nella applicazione della grammatica hanno mostrato una ipoattivazione della area di Broca e del putamen, centri encefalici che si pensa siano coinvolti nelle abilità linguistiche. Per questi motivi, FOXP2 è stato ritenuto il "gene della parola e del linguaggio". 
I ricercatori hanno anche indagato l'associazione tra FOXP2 e autismo ma senza risultati significativi.
Ci sono prove che le disabilità linguistiche associate a mutazioni nel gene FOXP2 non siano semplicemente il risultato di un deficit alla base del controllo motorio. Ad esempio le disabilità comprendono difficoltà nella comprensione e l'immagine cerebrale degli individui affetti indica anormalità funzionali in regioni corticali collegate al linguaggio, dimostrando che i problemi sono estesi al di là del sistema motorio.